# Espesante
Los agentes espesantes son sustancias que al agregarse a una mezcla, aumentan su viscosidad y mejoran su textura, sin modificar sustancialmente sus otras propiedades como el sabor u el olor. Proveen cuerpo, aumentan la estabilidad y facilitan la formación de suspensiones. Los agentes espesantes son frecuentemente aditivos alimentarios.
Los espesantes alimentarios  frecuentemente están basados en polisacáridos (almidones o gomas vegetales), proteínas (yema de huevo, colágeno). Algunos ejemplos comunes son el agar-agar, alginina, carragenano, colágeno, almidón de maíz, gelatina, goma guar, goma de algarrobo, pectinapectina y goma xantana. Algunos agentes espesantes son agentes gelificantes (gellants), que forman un gel que se disuelve en la fase líquida como una mezcla coloidal que forma una estructura interna débilmente cohesiva.

## Alimentos
La harina se usa para espesar salsas y estofados. Los cereales se usan para espesar sopas (avena, cuscús). En medio oriente es común usar Yogur para espesar sopas. Las sopas también pueden espesarse usando vegetales ricos en almidón rallados. La yema de huevo da una textura suave pero puede ser difícil de usar. La pectina es un agente gelificante para dulces y mermeladas. Otros espesantes usados en cocina son nueces o glaseados hechos de carne o pescado.
Algunos agentes como el almidón pierden potencia espesante al cocinar demasiado el alimento o mezclarse con ácidos: se vuelven esponjosos al congelarse. Aditivos de uso industrial como la goma xantana son estables en condiciones ácidas o básicas y en un amplio rango de temperatura.

## Espesantes más comunes de la industria alimentaria
- Alginato sódico
- Carragenato sódico
- Goma garrofín
- Goma guar
- Goma arábiga
- Goma tragacanto
- Pectina
- Goma xantana
- Carboximetilcelulosa
- Gelatina en polvo